# Kristi Angus
Kristi Angus (ur. 21 sierpnia 1971 r. w Kelownie w Kolumbii Brytyjskiej) – kanadyjska aktorka i modelka.

## Filmografia
- Katastrofy w przestworzach (Mayday, 2007)
- Zabójcze wody (Kraken: Tentacles of the Deep, 2006)
- Różowa Pantera (The Pink Panther, 2006)
- Sketch with Kevin McDonald (2006)
- Szalony weekend (The Long Weekend, 2005)
- Góra (The Mountain, 2005)
- Agenci bardzo specjalni (White Chicks, 2004)
- Connie i Carla (Connie and Carla, 2004)
- Strefa mroku (The Twilight Zone, 2003)
- Andromeda (2003)
- Tracker (2002)
- Jason X (2001)
- Harvard Man (2001)
- Człowiek Harwardu (Harvard Man, 2001)
- Witamy w naszej dzielnicy (The Safety of Objects, 2001)
- Laughter on the 23rd Floor (2001)
- The Zack Files (2001)
- Earth: Final Conflict (1999-2000)
- Who Killed Atlanta's Children? (2000)
- A Tale of Two Bunnies (2000)
- Code Name Phoenix (2000)
- Niebezpieczny związek (Jill Rips, 2000)
- Łowcy skarbów (Relic Hunter, 1999)
- Total Recall 2070 (1999)
- Millenium (1997)
- Strange Luck (1996)
- The Commish (1992)